# Rivière Saint-Augustin
Pour les articles homonymes, voir Saint-Augustin.
La rivière Saint-Augustin est un affluent de la rive Nord du golfe du Saint-Laurent, coulant au Labrador, puis au Québec, au Canada. Dans la région administrative de la Côte-Nord au Québec, ce cours d'eau traverse les municipalités régionales de comté (MRC) du Golfe-du-Saint-Laurent, dans la municipalité de Saint-Augustin.
La route 510 (Labrador) dessert la partie supérieure de la rivière Saint-Augustin. Le secteur intermédiaire ne comporte pas de zones d’accès routiers relié au réseau provincial. La route locale de la municipalité de Saint-Augustin dessert la partie inférieure du cours d’eau.
La surface de la rivière Saint-Augustin est habituellement gelée de la fin octobre au début mai, toutefois la circulation sécuritaire sur la glace se fait généralement de la mi-novembre à la fin d'avril.

## Géographie
Les bassins versants voisins sont :
- côté nord : lac Crooks, lac Melville, rivière Kenamu, rivière Eagle, rivière Saint-Paul ;
- côté est : chenal du Carré, passage de Bougainville, baie de Kingston, lac Mairé, rivière Coxipi ;
- côté sud : golfe du Saint-Laurent ;
- côté ouest : rivière Saint-Augustin Ouest, rivière Thunay, lac Wapusatagamau, rivière du Petit Mécatina, rivière Joir.

Le cours de la rivière Saint-Augustin descend sur 244,8 km selon les segments suivants :
Cours supérieur de la rivière (segment de  106,2 km traversant le Labrador)
- 10,3 km vers le Sud-Est, jusqu'à la décharge (venant du Nord) d'un lac non identifié ;
- 14,6 km vers le Sud en formant une grande courbe vers l'Est, jusqu'à une rivière (venant du Nord-Est) ;
- 2,8 km vers le Sud-Ouest, jusqu'à la confluence d'une rivière (venant de l'Ouest) ;
- 25,4 km vers le Sud-Ouest, puis le Sud, jusqu'à la décharge (venant du Nord-Ouest) d'un lac non identifié ;
- 2,4 km vers le Sud, puis vers le Sud-Est, jusqu'à une rivière (venant de l'Est) ;
- 21,5 km vers le Sud, jusqu'à une rivière (venant de l'Est) ;
- 11,0 km vers l'Ouest, puis le Sud-Ouest, jusqu'à la confluence de la rivière Michaels (venant du Nord-Ouest) ;
- 6,2 km vers le Sud, jusqu'à la confluence de la rivière Matse (venant du Nord-Ouest) ;
- 6,6 km vers le Sud-Est, jusqu'à un ruisseau (venant du Nord-Est) ;
- 5,4 km vers le Sud en contournant une île (longueur : 1,6 km), jusqu'à la limite Labrador-Québec.

Cours intermédiaire de la rivière (segment de  118,9 km traversant la MRC Minganie au Québec)
À partir de la limite Labrador-Québec, le cours de la rivière coule sur :
- 13,8 km vers le Sud-Est, jusqu'à la décharge (venant du Sud-Ouest) du lac Aticonipi ;
- 9,4 km vers le Sud-Est, jusqu'au ruisseau Uhakameku (venant du Nord-Est) ;
- 18,1 km vers le Sud-Est, jusqu'au ruisseau Tshashumeuk (venant du Nord) ;
- 34,4 km vers le Sud-Est en traversant les Rapides Nakatshauan et en formant un crochet vers le Nord-Est, jusqu'à la rivière à la Mouche (venant du Nord) ;
- 28,8 km vers le Sud-Est formant un crochet vers le Nord-Ouest, jusqu'au ruisseau Kahtsheuan (venant du Nord-Ouest) drainant le lac Shutler (venant du Nord-Ouest) ;
- 14,4 km vers le Sud-Est, jusqu'à la limite des MRC de Minganie et Le Golfe-du-Saint-Laurent ;

Cours inférieur de la rivière (segment de  19,7 km traversant la MRC Le Golfe-du-Saint-Laurent au Québec)
- 15,3 km vers le Sud, jusqu'à la confluence de la rivière Saint-Augustin Nord-Ouest ;
- 4,5 km vers le Sud en recueillant le ruisseau Navarre et en courbant vers le Sud-Est en fin de segment, jusqu'à la baie de Saint-Augustin.

Note : La baie de Saint-Augustin recueille les eaux du ruisseau Pagachou (venant du Sud-Ouest), du ruisseau Donais (venant du Nord-Est via la baie du Nord-Est) et de la rivière Coxipi via le passage Bougainville. Cette baie comporte divers passages favorisant la navigation :
- côté Ouest : Grand Rigolet, Petit Rigolet ;
- côté Est : Passage Bougainville, passage de l'Île au Sable ;
- côté Sud : Chenal du Carré.

L’embouchure de la rivière Saint-Augustin est située à proximité de l'établissement amérindien de Pakuashipi, soit à :
- 125 km en amont du détroit de Belle Isle ;
- 13,8 km à l’Ouest de la sortie de la baie Saint-Augustin, soit entre l’île Bayfield et de la Grande Passe ;
- 49,5 km au Nord du centre du village de La Tabatière ;
- 84,0 km au Nord de l’embouchure de la rivière du Petit Mécatina ;
- 182 km au Nord-Est du centre du village de La Romaine ;
- 105,9 km au Sud-Est de Blanc-Sablon[2].

## Toponymie
Au XVIIe siècle, Jolliet et Franquelin avaient respectivement identifié ce cours d’eau : Pegouasiou et Pegouachiou, signifiant « rivière trompeuse ». Cette désignation toponymique provient sûrement des Autochtones locaux de l'époque. Ce toponyme se rapporte aux sables qui se déplacent à son embouchure et de la faible profondeur du cours d’eau. Les noms innus suivants ont également été relevés lors d'enquêtes toponymiques au début des années 1980, soit Natuakameu Shipu, « où un castor a coupé un arbre avec ses dents » – ce toponyme identifie un segment de la rivière – et Pukutshipu Shipu, « là où les rivières sont parallèles ». Le spécifique Saint-Augustin s'est ensuite imposé au XVIIIe siècle et a d'abord été attribué à la rivière avant de désigner le village, construit sur la rive est de l'embouchure.
Un archipel, une passe de 13 km permettant aux navires en provenance du golfe d'accéder à la baie, des îles et un carré formé d'un groupe
de rochers, d'îlots et de haut-fond portent également ce nom.
Le toponyme « rivière Saint-Augustin » a été officialisé le 5 décembre 1968 à la Banque des noms de lieux de la Commission de toponymie du Québec.